# Федоскинский сельский округ
Федоскинский сельский округ — упразднённая административно-территориальная единица, существовавшая на территории Мытищинского района Московской области в 1994—2006 годах.
Федоскинский сельсовет был образован в первые годы советской власти. По данным 1924 года он входил в состав Трудовой волости Московского уезда Московской губернии.
23 ноября 1925 года из Федоскинского с/с был выделен Крюковский с/с.
В 1926 году Федоскинский с/с включал 1 населённый пункт — село Федоскино.
В 1929 году Федоскинский с/с был отнесён к Коммунистическому району Московского округа Московской области. При этом к нему был присоединён Крюковский (селения Аксаково, Крюково и Семенищево) с/с.
27 февраля 1935 года Федоскинский с/с был передан в Дмитровский район.
4 января 1939 года Федоскинский с/с был передан в Краснополянский район.
3 июня 1959 года Краснополянский район был упразднён и Федоскинский с/с вошёл в Химкинский район.
28 июля 1960 года Химкинский район был упразднён и Федоскинский с/с вошёл в Мытищинский район.
1 февраля 1963 года Мытищинский район был упразднён и Федоскинский с/с вошёл в Мытищинский сельский район. 11 января 1965 года Федоскинский с/с был передан в восстановленный Мытищинский район.
3 февраля 1994 года Федоскинский с/с был преобразован в Федоскинский сельский округ.
В ходе муниципальной реформы 2004—2005 годов Федоскинский сельский округ прекратил своё существование как муниципальная единица. При этом все его населённые пункты были переданы в сельское поселение Федоскинское.
29 ноября 2006 года Федоскинский сельский округ исключён из учётных данных административно-территориальных и территориальных единиц Московской области.